# David Caro Levy
David Caro Levy (Cidade do México, 9 de maio de 1997) é um jovem ator juvenil de televisão mexicano. Ele participou de várias novelas da Televisa em papéis estelares e recentemente ficou conhecido por seu papel como Hugo Lombardo na nova versão mexicana da novela La madrastra.

## Filmografia

#### Telenovelas
| Ano  | Titulo                | Personagem                      | Ref.        |
| ---- | --------------------- | ------------------------------- | ----------- |
| 2023 | Eternamente amándonos | Marco Iturbide Rangel           |             |
| 2022 | La madrastra          | Hugo Lombardo Cisneros          | [ 4 ]       |
| 2019 | Un poquito tuyo       | Javier 'Javi' Solano Montiel    | [ 5 ]       |
| 2019 | La reina soy yo       | Juan José 'Juanjo' Meza (jovem) | [ 6 ]       |
| 2018 | Atrapada              | Pablo Velasco                   | [ 7 ]       |
| 2018 | La jefa del campeón   | Enrique 'Quique' Martínez Ortiz | [ 8 ] [ 9 ] |
| 2016 | Yago                  | /                               |             |

#### Series de televisão
| Ano       | Titulo               | Personagem                              | Ref.          |
| --------- | -------------------- | --------------------------------------- | ------------- |
| 2022      | María Félix: La Doña | Enrique Álvarez Félix                   | [ 10 ] [ 11 ] |
| 2021      | La templanza         | Nicolás Larrea                          | [ 12 ] [ 13 ] |
| 2017      | Ay güey, chicas bien | Gustavo                                 |               |
| 2015-2017 | Como dice el dicho   | Varios roles                            |               |
| 2013-2017 | La rosa de Guadalupe | Various roles                           |               |
| 2016      | Hasta que te conocí  | José Guadalupe Aguilera Valadez (jovem) |               |